# ҂
҂ (tysiącznik) – znak dawnej cyrylicy. Stosowany w systemie liczbowym cyrylicy do zapisu liczb od tysiąca wzwyż. Zapisywany przed literą oznaczał jej tysiąckrotność.
Np.: ҂а҃ = 1 000, ҂к҃ = 20 000 albo nawet ҂ц҂ч҂ѳ҃цчѳ = 999 999.
Ponadto istniała możliwość zapisu jeszcze większych liczb opisując je różnie skonstruowanymi kręgami (zob. rys. poniżej).